# Indothele dumicola
Indothele dumicola är en spindelart som först beskrevs av Pocock 1900.  Indothele dumicola ingår i släktet Indothele och familjen Dipluridae. Inga underarter finns listade i Catalogue of Life.